# Stefan Durmaj
Stefan Durmaj (ur. 30 października 1912 w Natolinie, zm. 27 kwietnia 1981 w Warszawie) – polski działacz kulturalno-oświatowy, bibliotekarz.

## Życiorys
Ukończył studium nauczycielskie, od 1936 pracował w Robotniczym Instytucie Oświaty i Kultury, a następnie w Towarzystwie Oświatowo-Kulturalnym im. Stefana Żeromskiego. 
Okres okupacji niemieckiej spędził w Warszawie. Po zakończeniu wojny pracował w Wojewódzkim Wydziale Kultury i Sztuki w Łodzi, a następnie w Warszawie. W latach 1950–1955 był naczelnikiem w Wydziale Literatury i Wydziale Repertuarowym Ministerstwa Kultury i Sztuki. Od 1955 kierownik oddziału Upowszechniania Kultury przy Prezydium Rady Narodowej m.st. Warszawy, od 1965 zastępca kierownika Wydziału Kultury Stołecznej Rady Narodowej. W latach 1973–1980 dyrektor Biblioteki Publicznej Miasta Stołecznego Warszawy. Członek Prezydium Stołecznego Komitetu Ochrony Pomników Walki i Męczeństwa oraz członek Zarządu Głównego Towarzystwa Przyjaciół Warszawy.
Został pochowany na cmentarzu parafialnym we Włochach (sektor A 4-3-31). 

## Ordery i odznaczenia
- Złoty Krzyż Zasługi
- Medal 10-lecia Polski Ludowej (19 stycznia 1955)[3]
- Odznaka 1000-lecia Państwa Polskiego
- Odznaka „Zasłużony Działacz Kultury”

## Nagrody
- Nagroda m.st. Warszawy w dziedzinie upowszechniania kultury (1967)